# Єлизавета Александріна Вюртемберзька
Єлизавета Александріна Констанца Вюртемберзька (нім. Prinzessin Elisabeth Alexandrine Konstanze von Württemberg; 27 лютого 1802 — 5 грудня 1864) — принцеса Вюртемберзька з Вюртемберзького дому, донька герцога Людвіга Вюртемберзького та принцеси Генрієтти Нассау-Вайльбург, дружина принца Баденського Вільгельма.

## Життєпис
Єлизавета Александріна народилась 27 лютого 1802 року у Вюрцау Курляндської губернії. Вона була четвертою дитиною та четвертою донькою в родині принца Людвіга Вюртемберзького та його другої дружини Генрієтти Нассау-Вайльбург. Дівчинка мала старших сестер Марію Доротею, Амалію та Пауліну, а за два роки народився молодший брат — Александр. Від першого шлюбу батька у них також був зведений брат Адам.
Батько доводився рідним братом дружині імператора Російської імперії Марії Федорівні. Він вступив до лав російського війська та був призначений губернатором Риги.
1807 року вся родина повернулася до Вюртембергу, що за рік до цього було перетворене на королівство і значно розширене. Правив ним дядько Єлизавети Александріни, Фрідріх. Людвіга було призначено командиром особистої гвардії Фрідріха. Однак, марнотратство принца викликало 1810 року скандал, й з усією родиною його віддалили від двору. Сім'ї було надано замок Кірхґайм, що звільнився після смерті Франциски Гогенгайм. Проживання родини було регламентоване суворими умовами.
1817 року батько помер. Матір присвятила себе благодійності та влаштуванню шлюбних партій дітей.
28-річну Єлизавету Александріну оженили із 38-річним принцом Баденським Вільгельмом, молодшим братом правлячого великого герцога Баденського Леопольда. Весілля відбулося 16 жовтня 1830 року в Штутгарті. У подружжя народилося четверо доньок.
Померла принцеса 5 грудня 1864 року в Карлсруе у 62-річному віці, переживши чоловіка на п'ять років.

## Родина

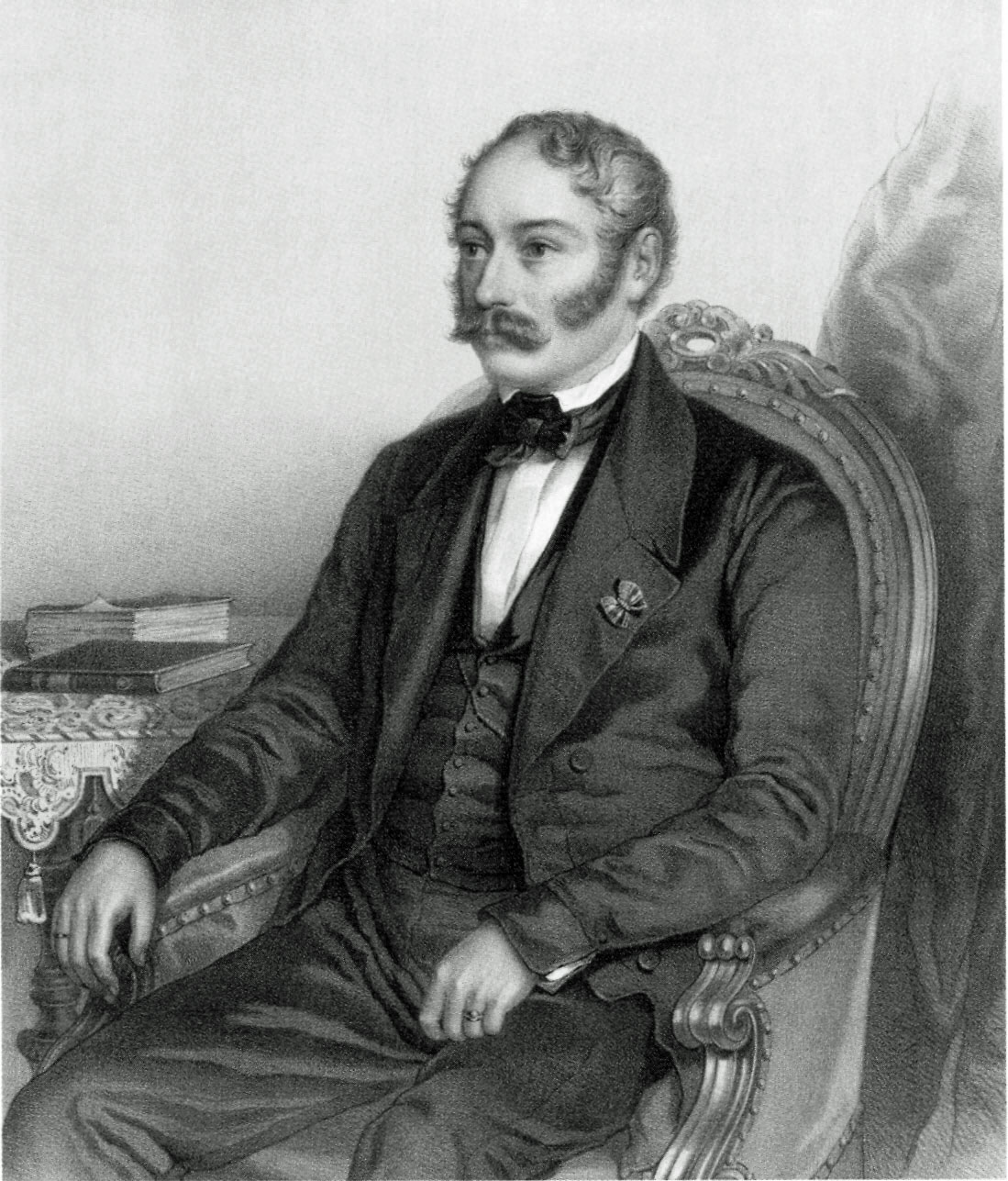
Вільгельм Баденський близько 1830 року

Чоловік — Леопольд, великий герцог Баденський
Діти:
- Генрієтта (1833—1834) — померла у ранньому віці;
- Софія (1834—1904) — дружина князя Вальдемара Ліппського, дітей не мала;
- Єлизавета (1835—1891) — одружена не була, дітей не мала;
- Леопольдіна (1837—1903) — дружина князя Гогенлое-Лангенбургу Германа, мала сина та двох доньок.